# Golfo di Policastro
Il golfo di Policastro è una insenatura del mare Tirreno meridionale che bagna le coste di tre province, quella di Salerno in Campania, di Potenza in Basilicata e di Cosenza in Calabria. Il limite occidentale del golfo è la punta degli Infreschi nel comune di Camerota nel Cilento, quello sud-orientale è il capo Scalea, nei pressi dell'omonima cittadina, distanti tra loro circa 80 km lungo la costa (20 km di SR 562 e 60 km di SS18) e circa 40 km in linea d'aria.

## Descrizione
Anticamente era chiamato Sinus Laus, dalla polis della Magna Grecia Laos, situata, però, a Santa Maria del Cedro, oltre il Golfo di Policastro stesso. Oggi il golfo prende il nome dalla cittadina di Policastro Bussentino (frazione del comune di Santa Marina), l'antica Pixous della Magna Grecia e successivamente nota come Buxentum in epoca romana.
L'intero tratto costiero tirrenico della Basilicata si affaccia sul Golfo di Policastro, dominato a nord dal massiccio del Sirino. I comuni principali sono Sapri (SA) in Campania, Maratea (PZ) in Basilicata, Praia a Mare e Scalea (CS) in Calabria. Il tratto campano del golfo ricade in parte all'interno del Parco nazionale del Cilento e Vallo di Diano.